# Грусятичі
Груся́тичі (стара назва — Русятичі) — село в Україні, Стрийського району Львівської області.

## Географія
Через село тече річка Гупалівка, ліва притока Боберки.
Розташоване за 30 км від районного центру і у 15 км від залізничної станції Ходорів. Населення становить 805 осіб.

## Історія
Перша письмова згадка про Грусятичі датується 1441 роком, село було відоме під назвою Русятичі.
У податковому реєстрі 1515 року в селі документується 7 1/4 ланів (близько 150 га) оброблюваної землі та ще 2 лани в оренді Давидова.

## Населення
Згідно з переписом УРСР 1989 року чисельність наявного населення села становила 906 осіб, з яких 425 чоловіків та 481 жінка.
За переписом населення України 2001 року в селі мешкало 912 осіб. 100 % населення вказало своєю рідною мовою українську мову.

### Мова
Розподіл населення за рідною мовою за даними перепису 2001 року:
| Мова       | Кількість | Відсоток |
| ---------- | --------- | -------- |
| українська | 928       | 100%     |

## Інфраструктура
У селі діє одинадцятирічна школа, будинок культури із залом на 350 місць, бібліотека, медпункт, профілакторій, дошкільний навчальний заклад «Ставочок», відділення зв'язку, ощадкаса. У селі знаходиться дерев'яна церква св. Миколи 1882 року, продуктовий та господарський магазини.
На території села знаходиться державне підприємство "Дослідне господарство «Грусятичі» Інституту сільського господарства Карпатського регіону «Національної академії аграрних наук України».

## Політика

### Парламентські вибори, 2019
На позачергових парламентських виборах 2019 року у селі функціонувала окрема виборча дільниця № 460327, розташована у приміщенні школи.
Результати
- зареєстровано 607 виборців, явка 58,48 %, найбільше голосів віддано за «Слугу народу» — 23,66 %, за «Європейську Солідарність» — 23,38 %, за «Голос» — 10,99 %.[10] В одномандатному окрузі найбільше голосів отримав Андрій Кіт (самовисування) — 49,58 %, за Андрія Гергерта (Всеукраїнське об'єднання «Свобода») — 12,46 %, за Володимира Гаврона (Голос) — 10,48 %[11].

## Пам'ятки
- Пам'ятник Тарасові Шевченку[d];

## Відомі люди
Народилися
- Павло Олінський (1887—1955) — священник-василіянин, педагог, душпастир в Канаді, ігумен Улашківського монастиря. Жертва радянського тоталітарного режиму. Слуга Божий.
- Михайло Старостяк (1973) — український футболіст, правий захисник, відомий виступами за донецький «Шахтар» та національну збірну України.